# Aufruhr des Blutes
Aufruhr des Blutes ist ein deutsch-tschechischer Stummfilm aus dem Jahre 1929 von Victor Trivas.

## Handlung
Die drei Großstädter Oskar, Georg und der gewitzt-kauzige Fred sind dicke Kumpels. Doch sie haben die Nase voll von daheim und fahren mit dem Auto zurück zur Natur, um für einige Zeit wie die Vagabunden leben zu können. Ihr Zelt schlagen sie an einem See zwischen Wald und Wiesen auf. Bald sind sie nicht mehr unbeweibt, denn zu ihnen stößt die junge Vera, die aus einem Wanderzirkus, genauer gesagt: dem Wohnwagen einer Seiltänzertruppe, gefallen und schließlich ausgebüxt ist. Jeder der drei jungen Kerle will sie haben, doch nur Oskar kann bei Vera landen. Fred und Georg müssen daraufhin das Drei-Mann-Zelt räumen und anderweitig eine Übernachtungsstelle suchen. Als die Vorräte zur Neige gehen, macht sich Oskar auf den Heimweg zurück in die Stadt, um für Nachschub zu sorgen. 
Georg sieht nun seine Chance gekommen und versucht dem abwesenden Oskar „seine“ Vera auszuspannen. Denn anders als Oskar, der lediglich in Vera eine Trophäe sieht, die es zu erobern gilt, ist Georg ernsthaft an dem Mädchen interessiert, und auch sie scheint sich in ihn verguckt zu haben. Oskar schnaubt vor Wut, als er zurückkehrt und nun glauben muss, dass Georg ihm die Geliebte auf Zeit ausgespannt hat. Es kommt zum Zweikampf zwischen den beiden. Doch ihre Kameradschaft obsiegt letztlich über die Rivalität um die verführerische Frau. Als die jungen Männer zum Zelt zurückkehren, ist Vera bereits verschwunden: Sie ist und bleibt ein leichtlebiges und nicht sesshaftes Zirkuskind, deren Heimat die Landstraße und ihr Lebensrhythmus das Weiterziehen ist. 

## Produktionsnotizen
Aufruhr des Blutes entstand im Juni/Juli 1929 in Prag (Atelier- wie Außenaufnahmen), passierte am 29. Oktober 1929 die deutsche Zensur und wurde, nach der tschechischen Premiere am 1. November 1929, am 28. Januar 1930 in Hamburg erstaufgeführt. Die Berliner Premiere war am 21. März desselben Jahres. Der mit Jugendverbot belegte Streifen besaß acht Akte, verteilt auf 2475 Metern Länge.
Franz Lepka übernahm die Produktionsleitung, Regisseur Trivas gestaltete auch die Filmbauten. 

## Kritiken
In der Deutschen Zeitung Bohemia kann man lesen: „Um ehrlich zu sein: Der Film lebt von dem Buch. Der Regisseur Victor Trivas hat zwar nichts verdorben, aber auch nichts dazugetan, die Wirkung zu vertiefen. Mit Ausnahme einiger sommerlicher Landschaften, die dank dem Können des Kameramanns V. Vich sehr gut herauskommen, bietet der Film kaum Bilder, die im Gedächtnis bleiben. Es fehlen Einfälle. (…) Im Ganzen wird die Darstellung so wenig wie die Regie dem Buch gerecht. Sie ist auf lärmende Komik eingestellt, die derbe Männerlustigkeit, die wir wie so viele andere Übel Amerika verdanken.“
Im Berliner Tageblatt befand Peter Suhrkamp: „Dieser … Film ist nicht so schlimm wie sein Titel. Er hätte sogar gut werden können, wenn er im ganzen so lustspielhaft leicht genommen worden wäre wie im ersten Teil. (…) Der Kampf der Rivalen danach – Aufruhr des Blutes! – ist leider eine endgültige Entgleisung in schlimmstes Theater. Diese dramatische Szene ist die schwächste des Films. – Nur vier Darsteller, jeder mit einem eigenen Gesicht, alle ohne viel Schauspielerei, Namen sind unwichtig. Das ist gut so.“
Die Deutsche Zeitung urteilte: „Mörderisches Ringen dreier Wochenendfahrer um ein Zirkusmädchen, das aus unerfindlichen Gründen aus einem Wohnwagen springt. Schöne Bilder märkischer Landschaft werden von Schlüpfrigkeit verekelt. Wenn man alle Spielszenen herausschneidet, wird vielleicht noch ein ganz brauchbarer Kulturfilm daraus.“